# Alula (revue)
Pour les articles homonymes, voir Alula.
Alula est une revue ornithologique publiée en Finlande. À l'origine publiée en finnois et en anglais, elle est devenue exclusivement anglaise. Elle ciblait par son contenu les ornithologues du paléarctique ouest. La revue a cessé de paraître en décembre 2008 faute d’un nombre suffisant de membres pour couvrir les coûts de publication. Le dernier numéro publié est le 3/2008.